# Ri Kyong-min
Ri Kyong-min (...) è un ex calciatore nordcoreano.